# François de Segenville de Fumel
François de Seg(u)enville, baron van Fumel (? - Fumel, 24 november 1561) was een edelman in het koninkrijk Frankrijk die aan het begin van de Hugenotenoorlogen werd vermoord door een protestantse menigte. De gewelddadige dood van deze vooraanstaande edelman, voormalig koninklijk ambassadeur in Constantinopel, veroorzaakte veel ophef in Frankrijk.

## Leven en dood
De Segenville was een vooraanstaand edelman. Hij was een ridder in de Orde van Sint-Michaël. Hij was een kamerheer van de Franse koning, kapitein van de koninklijke wacht en voormalig Frans ambassadeur van koning Hendrik II in Constantinopel. Hij huwde met Gabrielle de Verdun. Als baron van Fumel liet hij het middeleeuwse kasteel verbouwen. Het kasteel kreeg een nieuw grondplan met zijvleugels langs twee binnenplaatsen aan weerszijden van het kasteel. De werken waren nog niet afgerond bij zijn dood.

### Ambassadeur in Constantinopel
De Segenville volgde Gabriel de Luetz d'Aramont op als koninklijk ambassadeur aan het Ottomaanse hof. Die laatste was in ongenade gevallen. Tussen augustus en oktober 1547 deed hij samen met natuuronderzoeker Pierre Belon Egypte aan, waar de Ottomanen de Mammelukken hadden verdreven. Ze reisden van Alexandrië naar Rosetta, Caïro, Memphis en de Sinaï.

### Opstand en moord

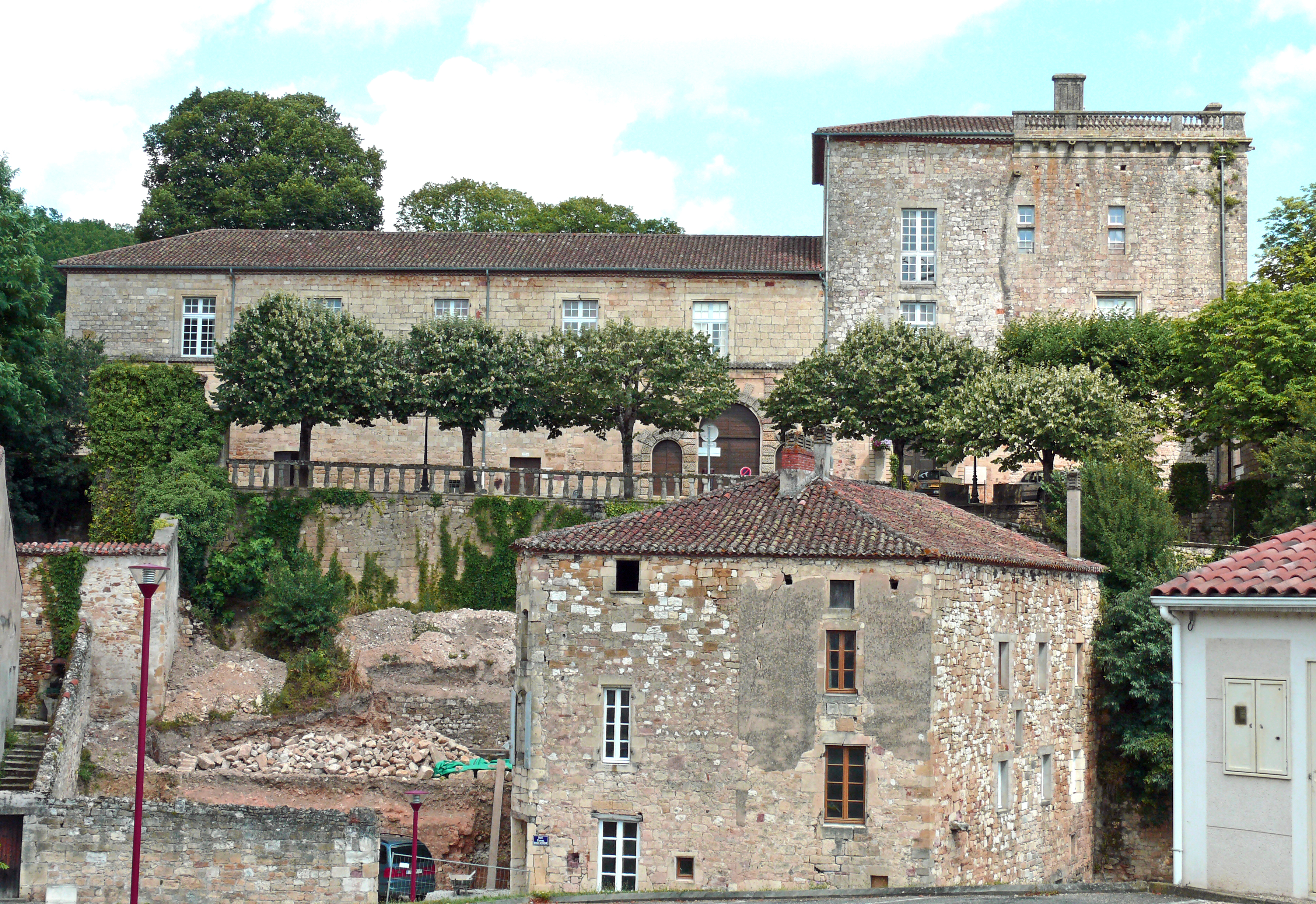
Het kasteel van Fumel

De Segenville stond bekend als fervent katholiek in een tijd waarin het protestantisme in Guyenne en meer bepaald in de Agenais veel aanhangers telde. Steden als Tonneins, Port-Sainte-Marie en Nérac hadden een protestantse meerderheid. De baron had al meermaals te kennen te geven dat hij wilde optreden tegen de protestanten in zijn gebied. Hij was bij een gelegenheid met zijn paard de protestantse kerk van Condat binnen gereden. Op de ochtend van zondag 23 november 1561 keerde de Segenville met zijn gevolg terug van de jacht toen hij stootte op een groep protestanten, die huiswaarts keerde van een kerkdienst. De baron dreef zijn paard in de groep en sloeg verschillende aanwezigen met het plat van zijn zwaard. De groep zwol aan en de Segenville en zijn gevolg vluchtten naar het kasteel van Fumel. Er verzamelde zich een menigte van 1.000 tot 2.000 mensen rond het kasteel uit Fumel en ongeveer vijftien omliggende dorpen. De menigte belegerde het kasteel gedurende de nacht en de volgende ochtend. In de namiddag verscheen de baron op het balkon van het kasteel en probeerde de menigte kalmeren. Vanaf een naburig gebouw werd een schot gelost dat de hertog ernstig verwondde. In de ontstane paniek slaagde de menigte erin het kasteel binnen te dringen. De halfdode baron werd van zijn bed gelicht, mishandeld en uiteindelijk werd zijn keel doorgesneden. Zijn echtgenote was getuige van de moord en zou ook zijn mishandeld. Zij werd vastgehouden door de opstandelingen en kon pas worden bevrijd na bemiddeling van François de Raffin, seneschalk van de Agenais.

### Reactie

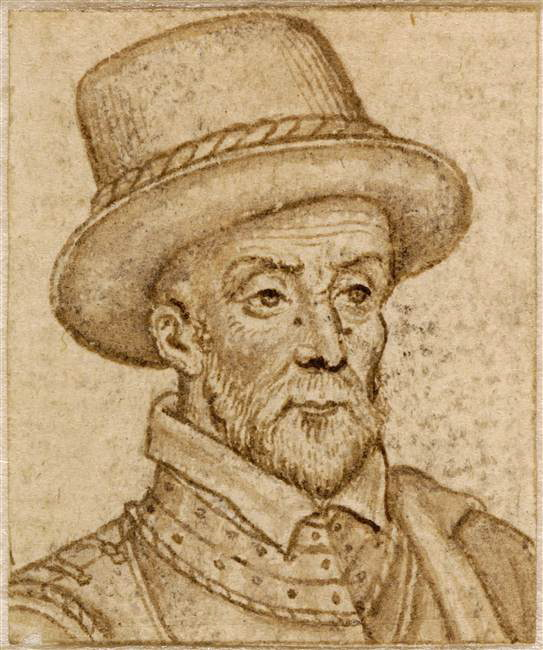
Blaise de Montluc

Verwanten van de Segenville verzamelden zich in Fumel en pakten de vermoedelijke moordenaars op. Intussen begaf zijn vriend Blaise de Montluc zich naar Villeneuve en vertrok van daaruit in het gezelschap van tweehonderd haakbusschutters naar Fumel. Hij bracht 65 gevangenen voor de magistraten van Agen. Van hen werden er zestien ter dood veroordeeld en terechtgesteld. Het eindvonnis werd geveld op 1 april 1562.

### Nasleep
Het nieuws over de dood van de Segenville greep Catharina de' Medici erg aan. De regentes schreef een troostende brief aan de weduwe Gabrielle de Verdun. Daarin beloofde ze een pensioen van zeshonderd pond aan haar oudste zoon Joseph en gaf ze de abdij van abdij van Bonneval in commendam aan zijn jongste zoon. Aan haar dochters beloofde ze plaatsen aan het hof. Ze zond de Montluc om de inwoners van Fumel te straffen. Het stadscharter van Fumel werd ingetrokken, de stad verloor zijn wijken buiten de stadsomwalling en geen enkel huis mocht nog hoger reiken dan de eerste verdieping. Deze strafmaatregelen bleven doorwegen tot het einde van het ancien régime.

## Analyse
De moord op deze voorname edelman door een volksmenigte schokte Frankrijk. In de katholieke propaganda tijdens de Hugenotenoorlogen werd de moord van de baron van Fumel gebruikt om de protestanten in een slecht daglicht te stellen. Vooral de beschrijving van de moord in de Conmmentaires van Blaise de Montluc kende veel lezers. In protestantse hoek werd de Segenville afgeschilderd als een bruut en een despoot. 
Historicus Serge Brunet kaderde de moord in een bredere beweging van volksprotesten tegen het feodale gezag in Guyenne in de periode 1560-1562. Toch bestonden de verdachten niet enkel uit boeren. Een aanzienlijk deel van de verdachten bestond uit ambachtslui en notabelen. Onder de terechtgestelden waren er zelfs drie edelen; zij werden met het zwaard onthoofd.